# نظامیه قوپخالی
نظامیه قوپخالی (به لاتین: Nizamia Ghopkhali) یک روستا در بنگلادش است که در استان باریسال و در ناحیه پیروج‌پور واقع شده است.